# Edinson Delgado
Edinson Delgado Ruiz (Buenaventura, 20 de agosto de 1959) es un economista y político colombiano. Fue Senador de la República por el Partido Liberal.

## Trayectoria
Graduado como economista de la Universidad del Valle, Especialista en Comercio y Operación Marítima de la Universidad Veracruzana de México, con estudios en Alta Gerencia de la Universidad Icesi; excatedrático docente de las universidades del Valle y Autónoma de Occidente. Elegido como Vallecaucano del año 2012 por la revista Imagen de los Vallecaucanos, elegido uno de los 100 líderes Vallecaucanos más influyentes del año 2013, y elegido como el Político Más Influyente de la Región Pacífico 2013 por el informativo periodístico radial Voceros del Pacífico.

### Trayectoria en el sector público
- Alcalde de Buenaventura por elección popular 1992-1995. Organizó la economía del primer puerto del Pacífico generándole notable progreso.
- Miembro del Consejo Directivo de la Federación Colombiana de Municipios.
- Presidente y fundador de la Asociación de Alcaldes del Pacífico.
- Precandidato a la Gobernación del Valle en el año 2007, se convirtió en el primer afrodescendiente con mayor posibilidad de llegar al primer cargo del Departamento.
- Senador de la República 2010-2014, convirtiéndose en el único Senador del Partido Liberal en el Valle del Cauca, y también en el único Senador del Partido Liberal del Pacífico Colombiano, lo cual demuestra la importancia que tiene dentro de su partido político.
- Miembro de la Comisión Séptima Constitucional del Senado
- Vicepresidente de la Comisión Séptima del Senado 2012-2013
- Vocero del Partido Liberal en el Senado 2012-2013
- Presidente de la Bancada Afrodescendiente del Congreso 2011-2012
- Miembro de la Comisión de Paz del Senado.
- Actualmente es considerado el senador vallecaucano más visible, e impulsa diferentes leyes importantes para el Desarrollo de Colombia.

En este momento adelanta un arduo trabajo con miras a ser reelegido como senador de la República de Colombia para el periodo 2014 - 2018. Ha creado un movimiento denominado "Generando Confianza" el cual promete ser la fuerza más grande en el Valle del Cauca en las próximas elecciones al congreso.

### Trayectoria en el sector privado
El Senador Edinson Delgado ha dedicado la mitad de su vida al sector privado. Su trayectoria en el sector privado también es amplia y destacada.
- Consultor privado de grandes compañías.
- Miembro de junta directiva de OPP Graneles S.A.
- Miembro de junta directiva de Ferrocarril del Oeste S.A.
- Miembro de junta directiva de B.G.P. Container&Logistics S.A.
- Miembro de junta directiva de Sociedad Portuaria Regional de Buenaventura.
- Gerente de la Sociedad Puerto Industrial de Agua Dulce S.A.

Ha participado en seminarios y visitas empresariales alrededor del mundo:
- Holanda.
- Estados Unidos.
- México.
- Canadá.
- Costa Rica.
- Panamá.
- Puerto Rico.
- Jamaica.
- Perú.
- Ecuador.
- Francia.
- España.
- Argentina.

Ha participado en diversos proyectos relacionados con la problemática social y económica del País: 
- Plan de Desarrollo integral de Buenaventura.
- Implementación Sede Pacífico Universidad del Valle.
- Estudio de Factibilidad Proyecto Puerto Industrial de Agua Dulce en asociación con el Gobierno Holandés Programa ORET.
- Plan Maestro y Plan Expansión portuaria Puerto Buenaventura.

#### Su gestión en el Congreso de la República de Colombia en ejercicio de su cargo como senador
Es conocido como impulsor de leyes que ayudan a disminuir los costos de vida de los colombianos. Ha participado como autor, ponente, o gestor de importantes proyectos de ley:

### Como Autor

#### Ley de Estampilla Pro-Universidad del Pacífico
Estampilla pro Universidad del pacífico Omar Barona Murillo. Por medio de esta Ley, la Universidad del Pacífico, principal institución educativa de toda la región Pacífico de Colombia, recibirá más de 300 mil millones de pesos en los próximos años a través de la contribución parafiscal, recursos que se invertirán en tecnología, investigación, infraestructura, logística y formación propiamente dicha, con lo cual nuestra Universidad se convertirá en una institución educativa de altísimo nivel, competitiva a nivel nacional e internacional, siendo un momento histórico para la región.

### Como Ponente

#### Ley de Retén Social
La Ley de Retén Social garantiza la estabilidad laboral a grupos vulnerables. Con esta Ley se logra proteger a las madres o padres cabeza de familia, trabajadores vinculados provisionalmente, personas en discapacidad física, mental, visual o auditiva, quienes no podrán ser removidos de su cargo, sino que por el contrario mantendrán su vinculación laboral hasta la culminación del tratamiento respectivo, o hasta que accedan a la pensión si le faltan tres o menos años.

#### Ley de Familias en Acción
La Ley de Familias en Acción regula el funcionamiento del programa “Familias en Acción”. Con esta Ley se logra que este programa sea elevado a rango legal para generar mayor seguridad jurídica a los beneficiados. Al promover esta ley se logra asegurar a las familias beneficiarias la continuidad de los subsidios para el mejoramiento de las condiciones de vida de los niños.

#### Ley de Pensión Familiar
Ésta ley modifica el artículo 39 del decreto 4433 de diciembre de 2004 para eliminar la desigualdad en materia prestacional y pensional. El objetivo es propender por uno de los aspectos fundamentales de la seguridad social: La Pensión. Esta ley tiene como propósito sumar los tiempos de la pareja para recibir una pensión conjunta, ya que muchas veces ninguno de los dos tiene el suficiente tiempo laboral para acceder a una pensión.

### Como gestor
- Ley de Víctimas.
- Ley de Regalías.
- Ley del primer empleo.
- Ley del último empleo.
- Ley del Mínimo Vital.